# National Rugby League 2021
La National Rugby League de 2021 fue la 114.ª edición del torneo de rugby league más importante de Australia y Nueva Zelanda.

## Formato
Los clubes se enfrentaran en una fase regular de todos contra todos en condición de local y visitante, los ocho equipos mejor ubicados al terminar esta fase clasificaran a la postemporada.
Se otorgan 2 puntos por el triunfo, 1 por el empate y 0 por la derrota.

### Postemporada

#### Finales de eliminación (fase 1)
- 5° vs 8° puesto - ganador avanza a las semifinales
- 6° vs 7° puesto - ganador avanza a las semifinales

#### Finales de clasificación (fase 2)
- 1° vs 4° puesto - ganador avanza a las final preliminar, perdedor avanza a semifinales
- 2° vs 3° puesto - ganador avanza a las final preliminar, perdedor avanza a semifinales

#### Semifinales (fase 3)
- Perdedor fase 2 vs ganador fase 1 - ganador avanza a la final preliminar
- Perdedor fase 2 vs ganador fase 1 - ganador avanza a la final preliminar

#### Final preliminar (fase 4)
- Ganador fase 2 vs ganador fase 3 - ganador avanza a la gran final
- Ganador fase 2 vs ganador fase 3 - ganador avanza a la gran final

#### Final
- Ganadores fase 4

## Desarrollo

### Tabla de posiciones
Actualizado a últimos partidos disputados el 5 de septiembre de 2021 (25.ª Jornada).
| Pos. | Equipo                        | Encuentros | Encuentros | Encuentros | Encuentros | Tantos | Tantos | Tantos | Puntos |
| Pos. | Equipo                        | PJ         | PG         | PE         | PP         | F      | C      | Dif    | Puntos |
| ---- | ----------------------------- | ---------- | ---------- | ---------- | ---------- | ------ | ------ | ------ | ------ |
| 1    | Melbourne Storm               | 24         | 21         | 0          | 3          | 815    | 316    | +499   | 44     |
| 2    | Penrith Panthers              | 24         | 21         | 0          | 3          | 676    | 286    | +390   | 44     |
| 3    | South Sydney Rabbitohs        | 24         | 20         | 0          | 4          | 775    | 453    | +322   | 42     |
| 4    | Manly-Warringah Sea Eagles    | 24         | 16         | 0          | 8          | 744    | 492    | +252   | 34     |
| 5    | Sydney Roosters               | 24         | 16         | 0          | 8          | 630    | 489    | +141   | 34     |
| 6    | Parramatta Eels               | 24         | 15         | 0          | 9          | 566    | 457    | +109   | 32     |
| 7    | Newcastle Knights             | 24         | 12         | 0          | 12         | 428    | 571    | −143   | 26     |
| 8    | Gold Coast Titans             | 24         | 10         | 0          | 14         | 580    | 583    | −3     | 22     |
| 9    | Cronulla-Sutherland Sharks    | 24         | 10         | 0          | 14         | 520    | 556    | −36    | 22     |
| 10   | Canberra Raiders              | 24         | 10         | 0          | 14         | 481    | 578    | −97    | 22     |
| 11   | St. George Illawarra Dragons  | 24         | 8          | 0          | 16         | 474    | 616    | −142   | 18     |
| 12   | New Zealand Warriors          | 24         | 8          | 0          | 16         | 453    | 624    | −171   | 18     |
| 13   | Wests Tigers                  | 24         | 8          | 0          | 16         | 500    | 714    | −214   | 18     |
| 14   | Brisbane Broncos              | 24         | 7          | 0          | 17         | 446    | 695    | −249   | 16     |
| 15   | North Queensland Cowboys      | 24         | 7          | 0          | 17         | 460    | 748    | −288   | 16     |
| 16   | Canterbury-Bankstown Bulldogs | 24         | 3          | 0          | 21         | 340    | 710    | −370   | 8      |

|  | En zona de clasificación a postemporada. |

### Postemporada

#### Finales de clasificación
| 10 de septiembre | Melbourne Storm | 40 - 12 | Manly-Warringah Sea Eagles |  |  |

| 11 de septiembre | Penrith Panthers | 10 - 16 | South Sydney Rabbitohs |  |  |

#### Finales de eliminación
| 11 de septiembre | Sydney Roosters | 25 - 24 | Gold Coast Titans |  |  |

| 12 de septiembre | Parramatta Eels | 28 - 20 | Newcastle Knights |  |  |

#### Semifinales
| 17 de septiembre | Manly-Warringah Sea Eagles | 42 - 6 | Sydney Roosters |  |  |

| 18 de septiembre | Penrith Panthers | 8 - 6 | Parramatta Eels |  |  |

#### Finales preliminares
| 24 de septiembre | South Sydney Rabbitohs | 36 - 16 | Manly-Warringah Sea Eagles |  |  |

| 25 de septiembre | Melbourne Storm | 6 - 10 | Penrith Panthers |  |  |

#### Gran final
| 3 de octubre | Penrith Panthers | 14 - 12 | South Sydney Rabbitohs |  |  |

| Bandera de Australia     |
| Campeón Penrith Panthers |
| Tercer título            |